# Голланд (переписна місцевість, Нью-Йорк)
Голланд (англ. Holland) — переписна місцевість (CDP) в США, в окрузі Ері штату Нью-Йорк. Населення — 1173 особи (2020).

## Географія
Голланд розташований за координатами 42°38′15″ пн. ш. 78°33′6″ зх. д. / 42.63750° пн. ш. 78.55167° зх. д. (42.637477, -78.551775).  За даними Бюро перепису населення США в 2010 році переписна місцевість мала площу 10,37 км², уся площа — суходіл.

## Демографія
Згідно з переписом 2010 року, у переписній місцевості мешкало 1206 осіб у 513 домогосподарствах у складі 336 родин. Густота населення становила 116 осіб/км².  Було 563 помешкання (54/км²).
Расовий склад населення:
| - 98,2 % — білих - 0,6 % — корінних американців - 0,3 % — чорних або афроамериканців |

До двох чи більше рас належало 0,8 %. Частка іспаномовних становила 1,2 % від усіх жителів.
За віковим діапазоном населення розподілялося таким чином: 22,1 % — особи молодші 18 років, 63,5 % — особи у віці 18—64 років, 14,4 % — особи у віці 65 років та старші. Медіана віку мешканця становила 40,7 року. На 100 осіб жіночої статі у переписній місцевості припадало 95,1 чоловіків;  на 100 жінок у віці від 18 років та старших — 93,6 чоловіків також старших 18 років.
Середній дохід на одне домашнє господарство  становив 60 100 доларів США (медіана — 60 125), а середній дохід на одну сім'ю — 73 308 доларів (медіана — 63 958). Медіана доходів становила 47 740 доларів для чоловіків та 60 682 долари для жінок. За межею бідності перебувало 14,8 % осіб, у тому числі 17,8 % дітей у віці до 18 років та 12,6 % осіб у віці 65 років та старших.
Цивільне працевлаштоване населення становило 571 особа. Основні галузі зайнятості: виробництво — 22,6 %, освіта, охорона здоров'я та соціальна допомога — 21,2 %, роздрібна торгівля — 19,4 %.